# The Best Rapper on the Scene
Albums de Kurtis Blow
Party Time?
(1983) Ego Trip
(1984)
The Best Rapper on the Scene est le troisième album studio de Kurtis Blow, sorti en 1983.
L'album comprend des titres des EPs Tough et Party Time?.

## Liste des titres
| 1. | Party Time                              | 9:30 |
| 2. | Big Time Hood                           | 3:14 |
| 3. | Got to Dance                            | 4:17 |
| 4. | One-Two-Five (Main Street, Harlem, USA) | 5:11 |

| 1. | Tough                  | 6:50 |
| 2. | Juice                  | 6:15 |
| 3. | Boogie Blues           | 5:26 |
| 4. | Baby, You've Got to Go | 3:12 |